# Udział własny
Udział własny – w ubezpieczeniach: ustalona w umowie ubezpieczenia procentowa lub kwotowa wartość szkody, która w przypadku zaistnienia zdarzenia będzie pokryta przez ubezpieczającego (osobę fizyczną, prawną lub jednostkę organizacyjną nie posiadającą osobowości prawnej), który zawarł umowę ubezpieczenia i zobowiązał się do uiszczania składki ubezpieczeniowej. Skutkiem tej klauzuli jest możliwe pomniejszenie wysokości składki ubezpieczeniowej. Można ją wykreślić z umowy, kosztem zwiększenia wysokości składki ubezpieczeniowej.

## Przykład
Wysokość szkody: 2000 zł.
Udział własny: 10% (0,10).
Wypłacone odszkodowanie: 2000*(1-0,10)= 1800 zł.
Udział własny ubezpieczającego w szkodzie wyniósł: 2000 zł - 1800 zł = 200 zł.